# Haliastur
Haliastur es un género de aves accipitriformes de la familia Accipitridae que incluye dos especies de milanos distribuidas ampliamente por Asia y Oceanía. Algunos autores las incluyen en el género Milvus.[cita requerida]

## Especies
El género Haliastur incluye dos especies:
| Especie             | Nombre común    | Descriptor     |
| ------------------- | --------------- | -------------- |
| Haliastur indus     | milano brahmán  | Boddaert, 1783 |
| Haliastur sphenurus | milano silbador | Vieillot, 1818 |